# Shanpula-Gräber
Die Shanpula-Gräber oder Sampula-Gräber (chinesisch 山普拉古墓群, Pinyin Shānpǔlā gǔmùqún) liegen im Kreis Lop des Uighurischen Autonomen Gebiets Xinjiang im Westen Chinas am südlichen Rand der Taklamakan. 
Besondere Beachtung fanden die dort entdeckten über 2000 Jahre alten Textilien.
Die Gräber stehen seit 2001 auf der Liste der Denkmäler der Volksrepublik China (5-193).